# Джеймс Едвард Тірні Ейчісон
Джеймс Едвард Тірні Ейчісон (англ. James Edward Tierney Aitchison, 1836–1898) — британський лікар, хірург і ботанік.

## Біографія
Джеймс Едвард Тірні Ейчісон народився в Індії 28 жовтня 1836 року.
У 1858 році він отримав ступінь доктора медицини в Единбурзькому університеті, а потім поступив на роботу у Бенгальську медичну службу. Він збирав рослини в Індії з 1861 по 1872 роки, в Афганістані з 1879 по 1885 роки, а також в Ірландії в 1867—1869 роках. У 1883 році він став членом Лондонського королівського суспільства.
Джеймс Едвард Тірні Ейчісон помер 30 вересня 1898 року в Лондоні.

## Наукова діяльність
Джеймс Едвард Тірні Ейчісон спеціалізувався на насіннєвих рослинах.

## Наукові роботи
- A catalogue of the plants of the Punjab and Sindh[6], Taylor and Francis, 1869.
- The zoology of the Afghan Delimitation Commission, 1888.

## Почесті
Вільям Хемслі назвав на його честь рід рослин Aitchisonia родини Маренові.
На його честь були названі такі види рослин:
- Allium aitchisonii Boiss.[8]
- Bupleurum aitchisonii H.Wolff[9]
- Henningia aitchisonii (Baker) A.P.Khokhr.[10]
- Asplenium aitchisonii Fraser-Jenk. & Reichst.[11]
- Impatiens aitchisonii Hook.f.[12]
- Berberis aitchisonii Ahrendt[13]
- Erysimum aitchisonii O.E.Schulz[14]
- Colchicum aitchisonii (Hook.f.) Nasir[15]
- Convolvulus aitchisonii C.B.Clarke[16]
- Carex aitchisonii Boeckeler[17]
- Ephedra aitchisonii (Stapf) V.A.Nikitin[18]
- Iris aitchisonii (Baker) Boiss.[19]
- Astragalus aitchisonii Širj. & Rech.f.[20]
- Tulipa aitchisonii A.D.Hall[21]
- Epilobium aitchisonii P.H.Raven[22]
- Ophioglossum aitchisonii (Clarke) d'Almeida[23]
- Pistolochia aitchisonii (Popov) Soják[24]
- Plantago aitchisonii Pilg.[25]
- Agropyron aitchisonii (Boiss.) P.Candargy[26]
- Primula aitchisonii Pax[27]
- Delphinium aitchisonii Huth[28]
- Agrimonia aitchisonii Schönb.-Tem.[29]
- Rubia aitchisonii Deb & Malick[30]
- Lycopodioides aitchisonii (Hieron.) Tzvelev[31]
- Bifaria aitchisonii Tiegh.[32]